# 灣點 (佛羅里達州門羅縣)
灣點（英語：Bay Point）是位於美國佛羅里達州門羅縣的一個非建制地區。該地的面積和人口皆未知。

## 地理
灣點的座標為25°37′31″N 80°35′32″W / 25.62528°N 80.59222°W，而該地的平均海拔高度為1米（即3英尺）。